# Zlatna banana
Zlatna banana, poznata i kao sunčani pojas, naziv je za područje visoke naseljenosti koji se prostire od Valencije na zapadu do Genove na istoku, duž obale Sredozemnog mora. Ovo povezano gradsko područje predstavlja središte informatičkih tehnologija i proizvodnje te je ujedno i najposjećenije turističko područje Europe. Osim spomenute Genove i Valencije, obuhvaća i Barcelonu, Marseille, Nicu, Monako i Cannes.
Pojam sunčanog pojasa predstavljen je na svečanom zasjedanju Europske komisije 1995. godine unutar projekta "Europa 2000." s ciljem razvoja održivog turizma, poticanja iskorištavanja obnovljivih izvora energije, jačanja međudržavnih odnosa, poticanja gospodarskog razvoja i jačeg povezivanja između Španjolske, Italije i Francuske.

## Povezano
- Flamanski dijamant (ranije Zlatni trokut)
- Plava banana
- Sun Belt (Sunčani pojas)
- Metropolitansko područje